# 4月19日 (歌曲)
《4月19日》是韓國女子團體Apink發行於2012年4月19日紀念出道一週年的單曲。

## 概要
- 4月12日經紀公司A Cube娛樂在官方頻道公開了一段名稱為「D-7. One year ago. One year later. So, present is 0419」的影片，除了有著0419的這組數字外，還倒數只剩七天[1]。對此A Cube表示：「在Apink出道滿一週年的日子，我們為了與從出道開始就一直給與Apink關愛、支持的Pink Panda傳達感謝，所以將在這麼有意義的一天公開新歌。這是一首充滿愛與感謝的歌曲，請大家拭目以待！」[2]。
- 4月19日公佈以Apink出道的日期來為歌曲命名—《4月19日》。Apink相信要不是粉絲們對她們的愛和支持，就不會有現在的她們，所以送上這首很適合春天的抒情曲給粉絲們，來報答他們一直以來的支持。由Kim Jin-hwan作曲，隊長朴初瓏親自作詞，寫下了對粉絲們滿滿的感謝，清新的旋律除了符合成員們的形象外，也更能突顯出她們的歌唱力量[3]。《4月19日》將會收錄於正規一輯《UNE ANNEE》中[4]。

## 曲目
| 曲序     | 曲目     |          | 作曲         | 时长 |
| -------- | -------- | -------- | ------------ | ---- |
| 1.       | 4월 19일 | 朴初瓏   | Kim Jin Hwan | 4:19 |
| 总时长： | 总时长： | 总时长： | 总时长：     | 4:19 |